# Edvard Ravnikar
Edvard Ravnikar (Novo Mesto, 4 de diciembre de 1907 – Liubliana, 23 de agosto de 1993) fue un arquitecto esloveno.
Fue discípulo del arquitecto Jože Plečnik y trabajó en el estudio de Le Corbusier. Creó una nueva escuela de arquitectura basada en las corrientes arquitectónicas contemporáneas de Europa Occidental. Entre 1946 y 1980 fue profesor de la Facultad de Arquitectura, Ingeniería Civil y Geodesia de la Universidad de Liubliana. Lideró la nueva generación de arquitectos eslovenos, que destacó por desarrollar la infraestructura del campo de la arquitectura eslovena, organizando concursos de arquitectura, y acometió importantes trabajos de reconstrucción de la posguerra en la Eslovenia y la Yugoslavia socialistas.
 También promovió el estilo arquitectónico escandinavo en Eslovenia, en particular los logros finlandeses en arquitectura alcanzados por personas como Alvar Aalto.
El estilo arquitectónico de Ravnikar mezcla el clasicismo de Plečnik, el brutalismo de Le Corbusier y la arquitectura vernácula. Sus proyectos más notables se encuentran principalmente en Liubliana, como la Plaza de la República, la Casa Cankar, los grandes almacenes Maximarket y el Museo de Arte Moderno. Destacó también en el campo de la planificación urbana. Tras la Segunda Guerra Mundial, las autoridades comunistas yugoslavas le encargaron que elaborara un plan maestro para construir una nueva ciudad, Nova Gorica, situada a las afueras del casco antiguo de la ciudad de Gorizia, que había sido adjudicada a Italia. Su propuesta, un sistema de retícula y numerosas zonas verdes, nunca se implementó en su totalidad. También formó parte del equipo que diseñó Nueva Belgrado.

## Biografía
Entre 1926 y 1930 estudió arquitectura en la Escuela Técnica Superior de Viena, y posteriormente continuó sus estudios en Liubliana, donde fue alumno de Jože Plečnik. Tras licenciarse en 1935, trabajó hasta 1938 como ayudante en los trabajos técnicos preparatorios de la Biblioteca Nacional y Universitaria de Eslovenia, diseñada por el propio Plečnik. A finales de 1938 se casó con Silva Prevec, y poco después, en enero de 1939 se trasladó a París, donde trabajó durante unos meses en el estudio de Le Corbusier.
Ante el inminente estallido de la Segunda Guerra Mundial, en junio de 1939 se vio obligado a regresar a Liubliana, donde trabajó para la oficina de proyectos del ayuntamiento. Su primer gran encargo fue el edificio del Museo de Arte Moderno. Colaboró en la elaboración del nuevo plan urbanístico de Liubliana, que resultó interrumpido por la guerra. En 1941, tras la ocupación italiana de su país, se unió al Frente de Liberación Nacional. En octubre de 1942 fue detenido por los italianos y estuvo preso en las cárceles de Koper, Ucciardone (en Palermo) y Anghiari. El 8 de septiembre de 1943 regresó a Liubliana, entonces en manos alemanas, donde vivió en la clandestinidad hasta la liberación en 1945.
Justo después de la liberación trabajó como proyectista en el Ministerio de Construcción de la República Popular de Eslovenia, y en 1946 obtuvo la habilitación para impartir clases en la Facultad de Arquitectura, Ingeniería Civil y Geodesia de la Universidad de Liubliana, donde también dirigió un seminario sobre urbanismo y edificios públicos. Realizó numerosas monumentos conmemorativos en honor a la resistencia yugoslava (entre los que destaca el de la isla de Rab).
Fue muy apreciado en el extranjero: en 1953, obtuvo el tercer puesto en el concurso internacional para el proyecto de la isla finlandesa de Ruissalo (en cuyo jurado se encontraba Alvar Aalto); en 1965 participó en el concurso internacional para la reconstrucción del centro urbano de Skopie tras el terremoto de 1963; en 1963 ganó el primer premio en el concurso para el proyecto de reurbanización de la isla de Tronchetto, en Venecia, y participó en el concurso internacional para el centro de Espoo (Finlandia), en el que obtuvo una mención de honor.
Ravnikar intentó popularizar la arquitectura en la prensa local y extranjera. Escribió en las revistas y periódicos nacionales más importantes, y entre 1955 y 1959 fue también redactor jefe de la revista Arhitekt, fundada en 1951 por el Colegio de Arquitectos de Eslovenia. Con sus publicaciones profesionales contribuyó a formar a la opinión pública en los campos de la arquitectura, el urbanismo y el diseño. Impartió conferencias y clases en numerosas universidades. Recibió el Premio Prešeren por su obra en 1961 y en 1978. En 1979 fue nombrado miembro titular de la Academia Eslovena de Ciencias y Artes. Entre sus principales galardones internacionales figuran el Premio Herder de Viena (1988) y el nombramiento como miembro honorario del Instituto Americano de Arquitectos.
Está enterrado en el cementerio de Žale, obra de su maestro Plečnik.

## Obras (selección)

### Edificios
Monumentos y sitios conmemorativos

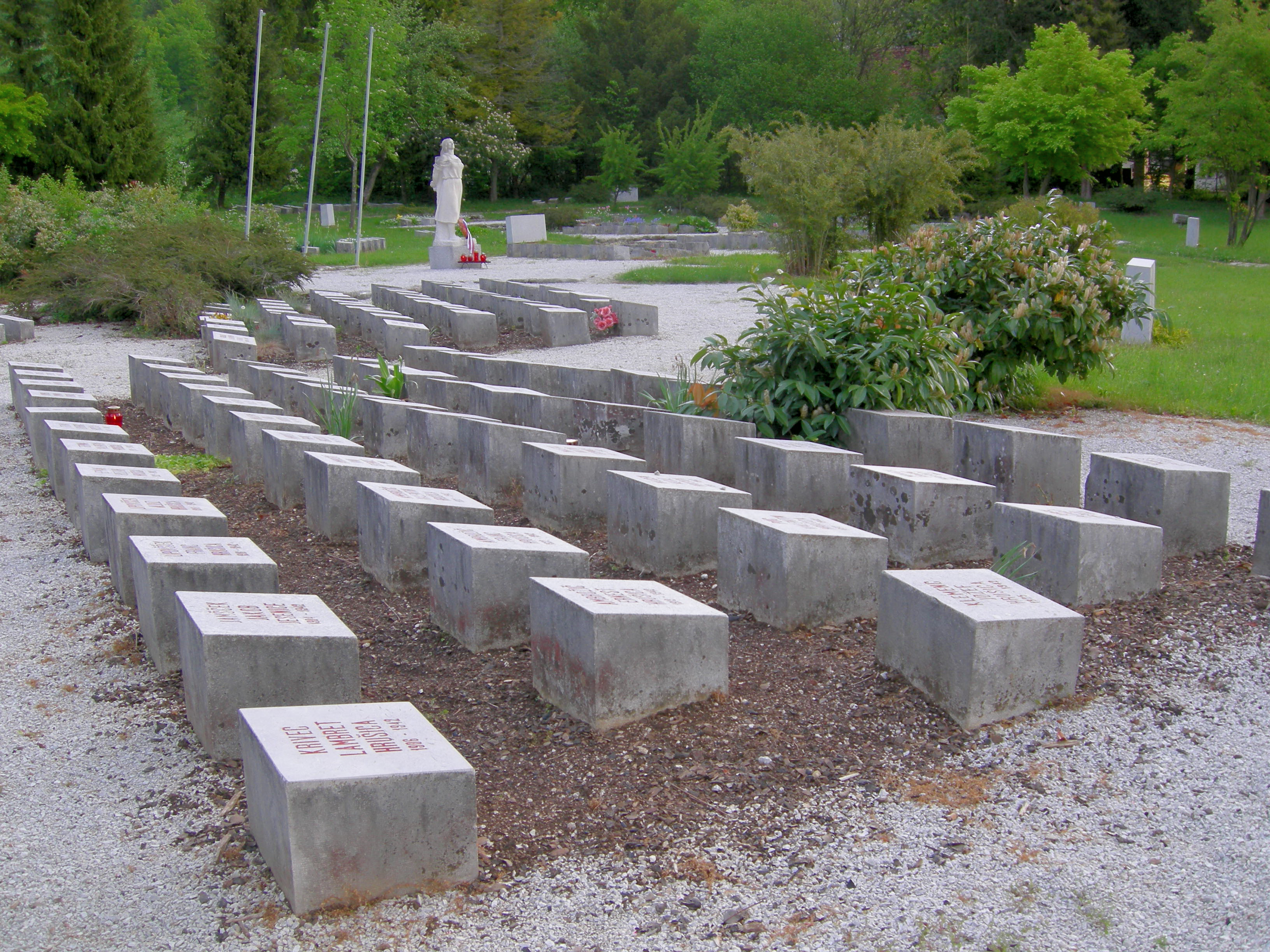
Cementerio de los rehenes de Begunje

- Osario para los caídos de la Primera Guerra Mundial, cementerio de Žale, Liubliana, 1937
- Tumba de la familia Battelino, cementerio de Žale, Liubliana, diseñada en 1938
- Dos monumentos a las manifestaciones de mujeres durante la guerra, Liubliana, diseñados en 1951
- Cementerio de los rehenes de Begunje, diseñado en 1952 e inaugurado en 1953[6]
- Cementerio de los rehenes del valle de Draga, cerca de Begunje, diseñado en 1952 e inaugurado en 1953[11]
- Monumento a los internados del campo de concentración de Rab, Croacia, 1953[8]
- Monumento a los caídos de la Segunda Guerra Mundial, Kovor, Eslovenia, inaugurado en 1953
- Monumento a los caídos de la Segunda Guerra Mundial, Nova Vas, Eslovenia, 1955
- Monumento a los caídos durante la Segunda Guerra Mundial, Rečica ob Savinji, Eslovenia, 1956
- Monumento a los caídos durante la Segunda Guerra Mundial, Ig, Eslovenia, 1958
- Dos monumentos de la Guerra Nacional y de Liberación, Pivka, Eslovenia, 1958

Museos y centros culturales

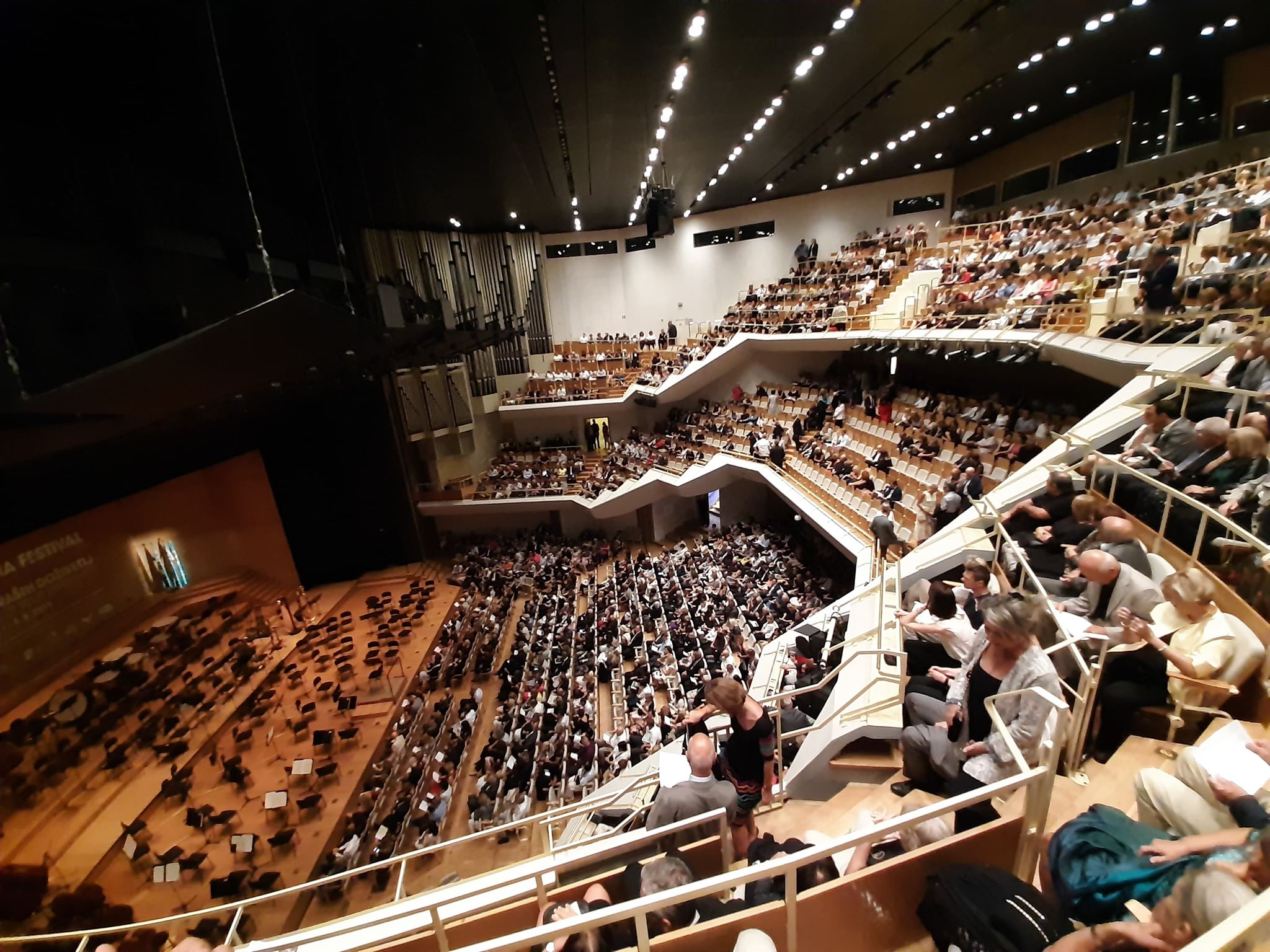
Sala Gallus de la Casa Cankar (Cankarjev Dom)

- Museo Esloveno de Arte Moderno, Liubliana, 1940-1951
- Ampliación de la Galería Nacional, calle Puharjeva, Liubliana, 1992-1993
- Centro Cultural y de Congresos Cankarjev Dom, Liubliana, 1982-1983

Edificios administrativos y universitarios
- Facultad de Ingeniería Civil y Geodésica, calle Jamova, Liubliana, 1963-1966
- Instituto Forestal Esloveno, Liubliana, Eslovenia, 1948
- Campus estudiantil de Liubliana, Eslovenia, 1950-1957[6]

Hoteles y edificios comerciales
- Centro comercial Maximarket, Liubliana, 1972-1973

### Planificación urbana y paisajística

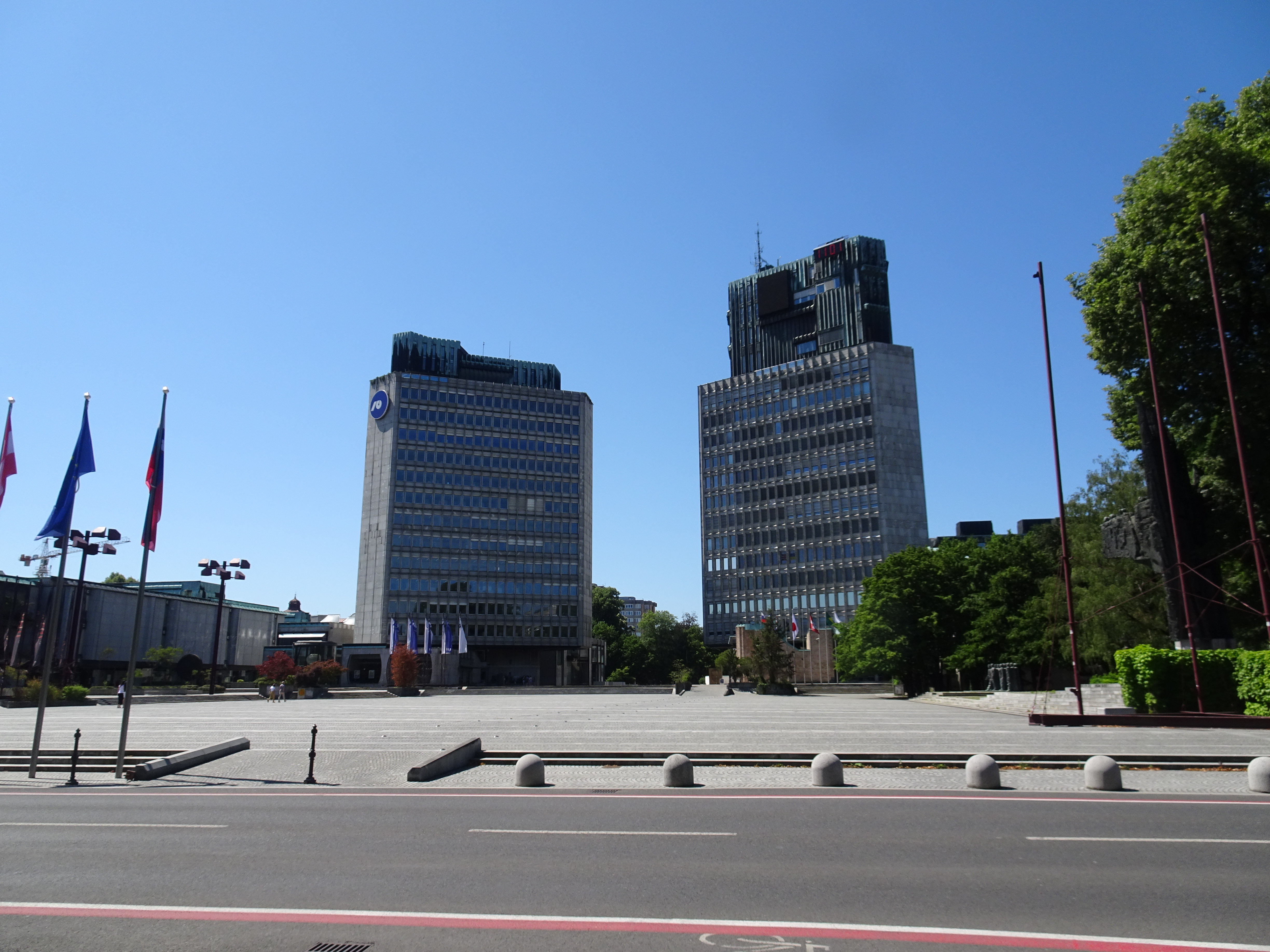
Plaza de la República (Liubliana)

- Plan urbanístico de Liubliana, 1945-1946
- Plan de revitalización de la región meridional eslovena de Žužemberk, Kočevje y Ribnica, 1946
- Planificación de la Plaza de la Revolución (actual Plaza de la República), Liubliana, 1960-1982
- Plan general de Skopje, Macedonia del Norte. Reconstrucción tras el terremoto de 1963
- Plan regional para Bled, 1965-1967

### Diseño
- Bandera del Frente de Liberación Esloveno, 1941